# Edmund Ruffin
Edmund Ruffin (Hopewell, 5 gennaio 1794 – Contea di Amelia, 18 giugno 1865) è stato un agronomo, attivista e militare statunitense.
Uno dei pionieri della rotazione delle colture e della coltivazione del tabacco negli Stati Uniti rurali, divenne in seguito un secessionista convinto ed è talvolta ricordato come colui che sparò il primo colpo della guerra civile americana. Profondamente coinvolto nella causa sudista, quando la Confederazione perse la guerra si suicidò per non dover affrontare la "vergogna" della sconfitta.

## Biografia

### Primi anni
Edmund Ruffin nacque in un'agiata famiglia di proprietari terrieri. La madre morì quand'era ancora un infante, e i suoi primi anni furono molto sofferti a causa della propria debole costituzione. Era comunque un lettore molto vorace e appassionato dei lavori di Shakespeare.
Alla morte del padre nel 1810 venne affidato alle cure di un amico di famiglia, Thomas Cocke, che divenne il suo mentore; il successivo suicidio di Cocke nel 1840 lo sconvolse profondamente, e probabilmente influì sulla sua decisione finale di togliersi la vita venticinque anni dopo. Nel 1813, appena diciannovenne, si sposò con Susan Travis, che gli diede undici figli; nello stesso periodo ereditò la piantagione di Coggin's Point da suo nonno, nella quale si trasferì a vivere con la famiglia.

### Esperimenti col tabacco
Allo scoppio della guerra del 1812 si arruolò nella milizia della Virginia, ma essendo il suo Stato al riparo dai fronti di guerra poté presto tornare ad occuparsi delle sue proprietà. Come molte parti della Virginia, anche Coggin's Point soffriva di una cronica sterilità causata dallo sfruttamento intensivo del suolo dei secoli precedenti, e Ruffin si dedicò allora intensamente all'agronomia, cercando un metodo per rivitalizzare la produttività della terra natia, legata soprattutto alla produzione di tabacco.
Seguendo gli studi di sir Humphry Davy, cominciò ad effettuare numerosi esperimenti agricoli, arricchendo il suolo della sua piantagione con numerosi minerali e agenti chimici. Considerandoli un successo, Ruffin pubblicizzò i suoi nuovi metodi tramite articoli e libri, arrivando anche a fondare un mensile dedicato, il Farmer's Register.

### Attivista della Secessione
L'attività editoriale lo fece presto entrare in politica. Dal 1823 al 1827 fu membro del Senato della Virginia, ed inizialmente era un democratico moderato; a sua volta proprietario di schiavi, inizialmente lottò anche per i loro diritti, difendendo nel 1831 un afroamericano ingiustamente accusato di aver preso parte alla rivolta di Nat Turner.
Presto però, col deteriorarsi della situazione interna americana, le sue posizioni si fecero più radicali, ed entro il 1850 era divenuto uno dei più accesi sostenitori del diritto di secessione degli Stati. Nel corso del tempo si era notevolmente arricchito, arrivando a possedere più di duecento schiavi e numerose piantagioni, e per questo l'abolizionismo nordista lo preoccupava seriamente perché era una minaccia ai suoi stessi interessi.
Per dedicarsi interamente all'attivismo politico, Ruffin rinunciò a tutte le sue proprietà terriere distribuendole tra i figli, e cominciò a viaggiare per tutti gli Stati Uniti promuovendo la causa schiavista. Nonostante non avesse connessioni politiche per promuovere le sue idee, aveva una grande dialettica e un enorme carisma che lo portarono ad accattivarsi le simpatie dell'opinione pubblica sudista, e presto divenne una delle figure di riferimento del secessionismo.
In questo periodo cominciò a tenere un diario per documentare le proprie attività, e quando nel 1859 l'attivista abolizionista John Brown, in un certo senso la sua antitesi, venne condannato a morte, Ruffin cercò in tutti i modi di assistere alla sua esecuzione; inizialmente arrestato ad Harper's Ferry come "persona sospetta", riuscì a sfruttare la sua fama per travestirsi da cadetto ed assistere comunque all'esecuzione di Brown. Rilasciato, Ruffin cominciò a soffiare sul fuoco indipendentista del Sud, contribuendo a spargere un sentimento sempre più favorevole alla secessione negli Stati del Profondo Sud.

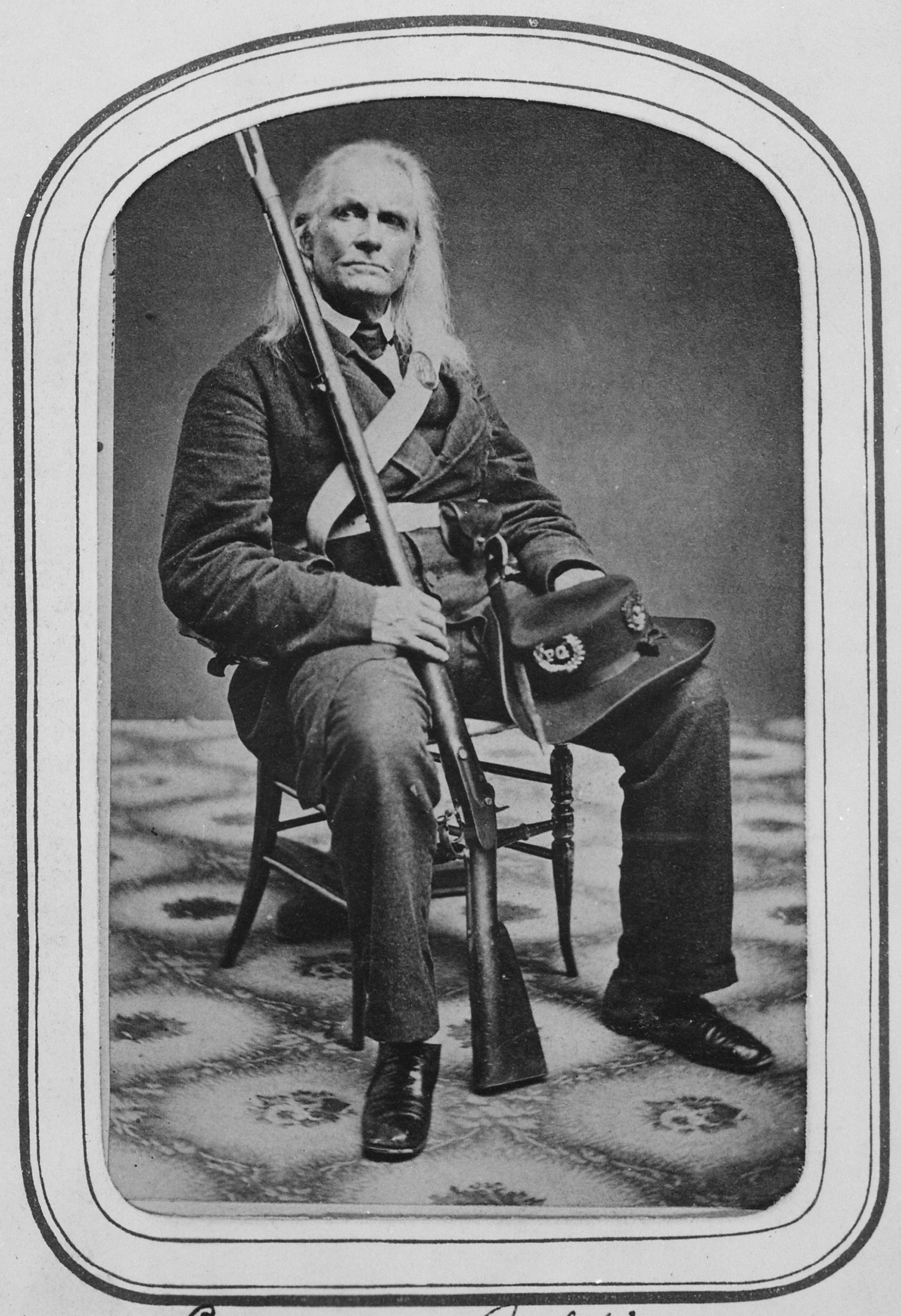
Edmund Ruffin in uniforme a Charleston (1861)

### La guerra civile

#### Fort Sumter
Dopo le elezioni presidenziali del 1860 e l'elezione di Abraham Lincoln le arringhe di Ruffin si fecero più frequenti e violente, e si trovava sia in Carolina del Sud che in Florida quando questi due Stati dichiararono la secessione, la prima nel 1860 e la seconda nel 1861. Avuta notizia della resistenza unionista a Fort Sumter, accorse nuovamente in Carolina del Sud e si arruolò volontario nella milizia locale, partecipando all'assedio del forte.
Fu Ruffin stesso ad affermare di aver sparato, nella notte del 12 aprile 1861, il primo colpo della guerra civile. In realtà tale affermazione è dibattuta: ad oggi si ritiene che il primo a sparare sia stato George S. James, comandante del vicino Fort Johnson. È comunque ritenuto che Ruffin fu effettivamente uno dei primi a sparare, e quasi certamente il suo fu il primo colpo ad andare a segno contro la fortezza assediata.

#### Attività successive e morte
Dopo Fort Sumter Ruffin rientrò in Virginia e convinse il locale governo a secedere anche grazie alla sua sempre più affermata fama di "eroe del Sud". A guerra iniziata, Ruffin divenne uno dei principali propagandisti degli Stati Confederati d'America, convincendo un gran numero di giovani ad arruolarsi nell'esercito confederato con i suoi discorsi. Incalzato tuttavia dall'età (si avvicinava ormai a settant'anni) rinunciò a prestare servizio attivo.
Preso di mira dalle truppe nordiste, che occuparono una dopo l'altra le sue piantagioni, fuggì infine a Redmoor, una delle sue poche proprietà ancora non devastate dai combattimenti. Dopo la resa del generale Robert E. Lee ad Appomattox nell'aprile del 1865 e quindi la fine della guerra, Ruffin cadde nello sconforto; affranto dalla sconfitta del Sud, dal fisico sempre più debole, dalla morte della maggior parte dei figli e sapendo che presto i nordisti sarebbero venuti ad arrestarlo, decise di togliersi la vita, e si sparò nella notte tra il 17 e il 18 giugno 1865. Venne sepolto il giorno successivo in un'altra delle sue piantagioni.